# Grand Helsinki

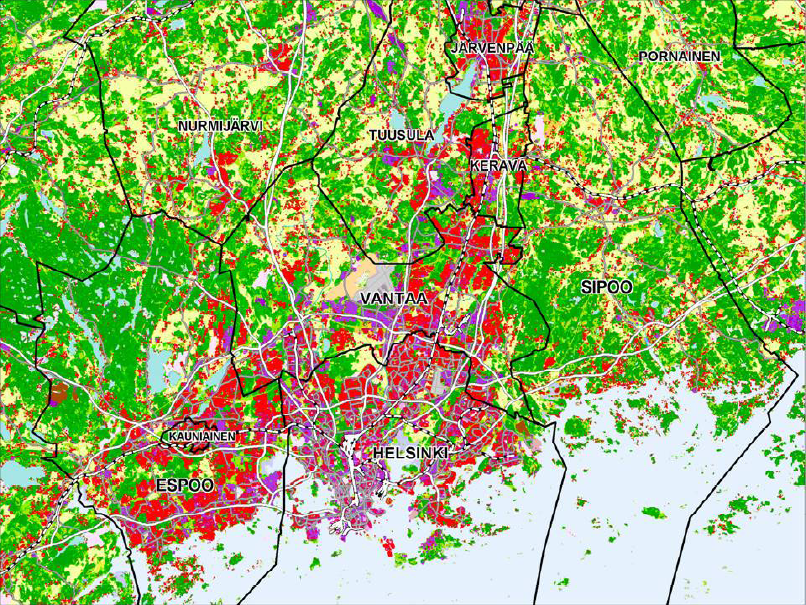
Densité de population dans l'agglomération d'Helsinki.

Le Grand Helsinki et la Région capitale font référence à deux régions de tailles différentes composant l'aire urbaine d'Helsinki, la capitale de la Finlande, dont elle constitue la ville centre. Grand Helsinki est parfois appelé à tort « Région d'Helsinki » en raison d'une mauvaise traduction directe des termes finnois et suédois Helsingin seutu et Helsingforsregionen. Suur-Helsinki et Storhelsingfors sont aussi parfois utilisés pour désigner la région métropolitaine.
- La Région capitale comprend quatre communes (dont Helsinki) et compte 1 050 819 d'habitants

- Le Grand Helsinki comprend quatorze communes (dont les quatre communes de la Région capitale) et compte 1 344 757 habitants.

L'aire urbaine d'Helsinki se situe dans le sud de la Finlande, sur la côte du golfe de Finlande, qui fait partie de la mer Baltique.
La région d'Helsinki est la plus grande zone urbanisée du pays, et est de loin la plus importante d'un point de vue économique, culturel et scientifique de Finlande. Huit des 20 universités de Finlande et la plupart des sièges sociaux d'entreprises notables et les institutions gouvernementales sont situées dans l'agglomération d'Helsinki. Elle constitue également le principal pôle aéronautique de la Finlande, et l'aéroport d'Helsinki-Vantaa, le plus important du pays est situé à Vantaa.

## Composition et statistiques de l'aire urbaine
| Commune                 | Superficie   | Population 31 août 2018 | Densité       |
| ----------------------- | ------------ | ----------------------- | ------------- |
| Helsinki                | 213,75 km2   | 648 650                 | 3 034,62 /km2 |
| Espoo                   | 312,26 km2   | 281 886                 | 902,73 /km2   |
| Vantaa                  | 238,37 km2   | 226 160                 | 948,78 /km2   |
| Kauniainen              | 5,88 km2     | 9 577                   | 1 628,74 /km2 |
| Total : Région capitale | 770,26 km2   | 1 166 273               | 1 514,13 /km2 |
| Hyvinkää                | 322,62 km2   | 46 622                  | 144,51 /km2   |
| Mäntsälä                | 580,84 km2   | 20 760                  | 35,74 /km2    |
| Pornainen               | 146,50 km2   | 5 105                   | 34,85 /km2    |
| Järvenpää               | 37,55 km2    | 43 170                  | 1 149,67 /km2 |
| Kerava                  | 30,62 km2    | 36 174                  | 1 181,38 /km2 |
| Kirkkonummi             | 366,10 km2   | 39 293                  | 107,33 /km2   |
| Nurmijärvi              | 361,84 km2   | 42 408                  | 117,2 /km2    |
| Sipoo                   | 339,62 km2   | 20 491                  | 60,34 /km2    |
| Tuusula                 | 219,51 km2   | 38 736                  | 176,47 /km2   |
| Vihti                   | 522,06 km2   | 29 204                  | 55,94 /km2    |
| Total : Grand Helsinki  | 3 697,52 km2 | 1 488 236               | 402,5 /km2    |